# Meleci de Tiberiòpolis
Meleci (en llatí: Meletius, en grec antic: Μελέτιος) va ser un escriptor grec autor de l'obra Περί τῆς τοὖ Ἀνθρώπου Κατασκενῆς, De Natura (o Fabrica) Hominis. Per la inscripció a l'obra sembla que era un monjo cristià de Tiberiòpolis a Frígia. Va viure cap al segle vi o potser el segle vii.
El llibre està escrit des d'un punt de vista religiós i no té importància social ni psicològica. Podria ser la mateixa persona que va escriure un comentari sobre els Aforismes d'Hipòcrates.